# Gongoryn Mjerjej
Gongoryn Mjerjej (mong. Гонгорын Мерей; ur. 31 lipca 1967) – mongolski biegacz narciarski, olimpijczyk.
W Albertville wziął udział w biegach na 30 i 50 kilometrów zajmując odpowiednio 73. i 64. pozycję, w biegu pościgowym 10+15 kilometrów zanotował natomiast 82. i 80. czas, co dało mu ostatecznie 77. pozycję.